# Lijst van deelnemers aan de Isle of Man TT
Lijst van deelnemers aan de Isle of Man TT met een eigen artikel op nl.Wikipedia.

## A
| Naam                 | Debuut                  | Aantal deelnames | Laatste race               | Beste resultaat               | Bijzonderheden |
| -------------------- | ----------------------- | ---------------- | -------------------------- | ----------------------------- | --- |
| Duilio Agostini      | Junior TT 1955          | 2                | Junior TT 1956             | 8e (1x)                       | |
| Giacomo Agostini     | Junior TT 1965          | 16               | Senior TT 1972             | 1e (10x)                      | Het korte rechte stuk tussen Bray Hill en de eerste mijlpaal wordt Ago's Leap genoemd. Ago's Leap (Ago's Sprong) loopt na de afdaling van Bray Hill iets omhoog. Door de hoge snelheid kwam het voorwiel van Agostini omhoog, maar toen hij dat een keer had meegemaakt begon hij er een beetje een show van te maken. De wheelies van Agostini waren in die tijd nog tamelijk spectaculair en steeds meer coureurs kregen er plezier in. Ago's Leap werd een begrip onder publiek en coureurs en fotografen gingen speciaal aan de voet van Bray Hill staan om het fenomeen vast te leggen. Ago's Leap is nooit een officiële naam geworden. In tegenstelling tot de officiële "markers" in het circuit staat er dan ook geen bordje van de organisatie. |
| Jack Ahearn          | Junior TT 1954          | 19               | Production TT 1974         | 4e (1x)                       | |
| Dario Ambrosini      | Lightweight TT 1949     | 3                | Lightweight TT 1951        | 1e (1x)                       | |
| Ray Amm              | Junior TT 1951          | 8                | Senior TT 1954             | 1e (3x)                       | |
| Bob Anderson         | Junior TT 1958          | 9                | Senior TT 1960             | 2e (2x)                       | |
| Fergus Anderson      | Junior TT 1939          | 9                | Senior TT 1954             | 1e (2x)                       | |
| Hugh Anderson        | Junior TT 1960          | 16               | Lightweight 125 cc TT 1966 | 1e (2x)                       | Hugh Anderson droomde er als kleine jongen al van deel te nemen aan de Isle of Man TT. Zijn autobiografie is getiteld "Being there". Dat verwijst naar het eiland Man. |
| Hans Georg Anscheidt | 50 cc TT 1962           | 5                | 50 cc TT 1967              | 2e (1x)                       | |
| Frank A. Applebee    | Twin Cylinder TT 1907   | 8                | Senior TT 1914             | 1e (1x)                       | Won de Senior TT van 1912 met een Scott. Dat was de eerste overwinning van een tweetaktmotor. Zoon van Frank W. Applebee. |
| Frank W. Applebee    | Single Cylinder TT 1907 | 5                | Lightweight TT 1922        | 8e (1x)                       | Debuteerde in de eerste TT van Man in 1907, samen met zijn zoon Frank A.. Frank W. Applebee was toen al 45 jaar oud, bij zijn laatste deelname in 1922 was hij al 60 jaar. |
| Luigi Arcangeli      | Junior TT 1926          | 5                | Senior TT 1928             | 2e (1x)                       | |
| Reg Armstrong        | Junior TT 1949          | 12               | Senior TT 1955             | 1e (1x)                       | Won de Senior TT van 1952 met veel geluk: zijn primaire ketting brak toen hij de finish passeerde. |
| Cecil Ashby          | Junior TT 1924          | 9                | Junior TT 1929             | 3e (1x)                       | Cecil Ashby verongelukte tijdens de Junior TT van 1929 bij Ballacraine |
| Johann Attenberger   | Sidecar TT 1967         | 2                | Sidecar 500 cc TT 1968     | 2e (1x) met Josef Schillinger | |

## B
| Naam               | Debuut                     | Aantal deelnames | Laatste race               | Beste resultaat            | Bijzonderheden |
| ------------------ | -------------------------- | ---------------- | -------------------------- | -------------------------- | --- |
| Les Bailey         | Junior TT 1912             | 3                | Junior TT 1914             | 15e (1x)                   | |
| Hans Baltisberger  | Ultra-Lightweight TT 1954  | 4                | Junior TT 1956             | 3e (2x)                    | |
| Carlo Bandirola    | Senior TT 1953             | 1                | Senior TT 1953             | DNF (1x)                   | Bandirola finishte zijn enige race op het eiland Man niet omdat het team van MV Agusta zich terugtrok na het dodelijke ongeval van Leslie Graham. |
| Manliff Barrington | Lightweight TT 1935        | 15               | Senior TT 1951             | 1e (2x)                    | Ballaskyr is een relatief veilig, maar wel snel circuitdeel. Tot twee keer toe vertelden coureurs dat ze hier een nieuw "glijrecord" hadden gevestigd. De eerste was George Robinson, die in 1948 over de weg gleed nadat hij een andere coureur had geraakt, de tweede was Manliff Barrington, die in 1952 een vastloper kreeg doordat de drijfstang van zijn Norton Manx dwars door het carter stak. Barrington bleef op zijn motor zitten tot hij na 220 meter een telegraafpaal raakte. Hij verbleef daarna drie maanden in Nobles Hospital in Douglas om te herstellen, maar hij zou nooit meer racen. |
| Harry Bashall      | Twin Cylinder TT 1908      | 7                | Junior TT 1923             | 1e (1x)                    | |
| Frank Bateman      | Senior TT 1913             | 1                | Senior TT 1913             | DNF (1x)                   | Frank Bateman was het tweede slachtoffer van de Snaefell Mountain Course. Hij was testrijder voor Rudge en verongelukte op 6 juni 1913 door een lekke band ter hoogte van Creg-ny-Baa. |
| František Bartoš   | Lightweight 125 cc TT 1956 | 4                | Lightweight TT 1957        | 4e (1x)                    | |
| Günter Bartusch    | Lightweight 125 cc TT 1970 | 5                | Junior TT 1971             | 3e (2x)                    | |
| Bruce Beale        | Lightweight 250 TT 1964    | 6                | Lightweight 250 TT 1965    | 4e (1x)                    | |
| Artie Bell         | Junior TT 1947             | 8                | Senior TT 1950             | 1e (2x)                    | |
| Alec Bennett       | Senior TT 1921             | 18               | Junior TT 1932             | 1e (5x)                    | Was in 1922 de eerste coureur die een wedstrijd van start tot finish leidde. Het was de Senior TT die hij met een Sunbeam won. In 1924 reed hij als eerste een racegemiddelde van meer dan 60 mijl per uur met een Norton. In 1928 won hij zijn vijfde race en hij was toen de meest succesvolle coureur op het eiland Man. |
| Angelo Bergamonti  | Lightweight 250 cc TT 1967 | 7                | Senior TT 1969             | 19e (1x)                   | |
| Rolf Biland        | Sidecar TT 1977            | 6                | Sidecar TT 1980            | 2e (1x met Kenny Williams) | |
| František Boček    | Lightweight 125 cc TT 1965 | 2                | Junior TT 1965             | DNF (2x)                   | |
| Ernesto Brambilla  | Junior TT 1960             | 1                | Junior TT 1960             | DNF (1x)                   | |
| Dieter Braun       | Lightweight 125 cc TT 1970 | 3                | Junior TT 1970             | 1e (1x)                    | |
| Jack Brett         | Lightweight TT 1947        | 26               | Senior TT 1960             | 2e (1x)                    | |
| George Brough      | Senior TT 1913             | 1                | Senior TT 1913             | DNF (1x)                   | |
| Bob Brown          | Senior TT 1955             | 13               | Lightweight TT 1960        | 2e (2x)                    | |
| Norman Brown       | Junior 350 cc TT 1982      | 6                | Classic TT 1983            | 1e (1x)                    | Norman Brown won in 1981 bij zijn debuut op het eiland Man meteen de Newcomers Junior Race van de Manx Grand Prix en hij werd tweede in de Lightweight Race. Hij promoveerde naar de Isle of Man TT en won in 1982 de Senior TT. In 1983 werd hij de held van de dag toen hij tijdens de Classic TT het absolute ronderecord brak, voor hij met een lege tank uitviel. Norman Brown verongelukte tijdens de Britse Grand Prix van 1983. |
| Ralph Bryans       | Junior TT 1962             | 11               | Lightweight 250 cc TT 1967 | 1e (1x)                    | |
| Keith Bryen        | Junior TT 1953             | 8                | Senior TT 1957             | 11e (1x)                   | |

## C
| Naam              | Debuut                     | Aantal deelnames | Laatste race               | Beste resultaat           | Bijzonderheden |
| ----------------- | -------------------------- | ---------------- | -------------------------- | ------------------------- | --- |
| Florian Camathias | Sidecar TT 1957            | 9                | Sidecar TT 1965            | 1e (1x met Alfred Herzig) | |
| Keith Campbell    | Junior TT 1957             | 4                | Senior TT 1958             | 2e (1x)                   | |
| Maurice Cann      | Lightweight TT 1938        | 13               | Lightweight 250 cc TT 1953 | 1e (1x)                   | |
| Kel Carruthers    | Lightweight 125 cc TT 1966 | 19               | Junior TT 1970             | 1e (2x)                   | |
| Hilmar Cecco      | Sidecar TT 1958            | 2                | Sidecar TT 1959            | 2e (2x)                   | |
| Dave Chadwick     | Clubmans Senior TT 1954    | 20               | Ultra-Lightweight TT 1959  | 2e (1x)                   | |
| Ronald Clarke     | Twin Cylinder TT 1908      | 3                | Junior TT 1920             | 3e (1x)                   | Ronald Clarke werd in de Junior TT van 1920 4e, maar dat was een geweldige prestatie. Tussen de 350cc-machines reed hij met een 211 cc Levis. In zijn klasse, die nog geen eigen race kende, werd hij eerste. Hij had zelfs de hele race kunnen winnen, als hij niet gevallen was bij Keppel Gate. De val werd veroorzaakt doordat hij op een kale velg reed, nadat hij bij Windy Corner een lekke band had gekregen. Na de finish werd hij met uitputtingsverschijnselen naar het ziekenhuis gebracht. |
| Bernard Codd      | Clubmans Junior TT 1956    | 4                | Senior TT 1957             | 1e (2x)                   | Eerste en enige winnaar van zowel de Clubmans Junior TT en de Clubmans Senior TT in hetzelfde jaar. |
| Percy Coleman     | Junior TT 1930             | 2                | Senior TT 1930             | DNF (2x)                  | Vader van Rod Coleman. |
| Rod Coleman       | Junior TT 1951             | 8                | Senior TT 1951             | 1e (1x)                   | Zoon van Percy Coleman |
| Charlie Collier   | Single Cylinder TT 1907    | 9                | Senior TT 1914             | 1e (2x)                   | Samen met zijn broer Harry een van de oprichters van de Isle of Man TT. In 1910 reed hij het eerste racegemiddelde boven 50 mijl per uur. De TT werd toen nog op de St John's Short Course verreden en Charlie reed zoals altijd op een motorfiets van zijn eigen merk Matchless. |
| Harry Collier     | Single Cylinder TT 1907    | 9                | Senior TT 1914             | 1e (1x)                   | Samen met zijn broer Charlie een van de oprichters van de Isle of Man TT. In 1909 reed hij de eerste ronde boven 50 mijl per uur. De TT werd toen nog op de St John's Short Course verreden en Harry reed zoals altijd op een motorfiets van zijn eigen merk Matchless. |
| Roberto Colombo   | Lightweight 125 cc TT 1956 | 4                | Lightweight TT 1957        | 2e (1x)                   | |
| John Cooper       | Lightweight 250 cc TT 1964 | 18               | Junior TT 1972             | 4e (1x)                   | |
| Vernon Cottle     | Junior TT 1958             | 9                | Senior TT 1961             | 9e (1x)                   | |
| Syd Crabtree      | Senior TT 1922             | 20               | Lightweight TT 1934        | 1e (1x)                   | Syd Crabtree verongelukte tijdens de Lightweight TT van 1934 |
| Joe Craig         | Senior TT 1924             | 6                | Senior TT 1928             | 4e (1x)                   | |
| Fritz Cron        | Sidecar TT 1954            | 3                | Sidecar TT 1956            | 3e (1x met Wilhelm Noll)  | Bakkenist |

## D
| Naam                   | Debuut                     | Aantal deelnames | Laatste race            | Beste resultaat         | Bijzonderheden |
| ---------------------- | -------------------------- | ---------------- | ----------------------- | ----------------------- | --- |
| Dickie Dale            | Lightweight TT 1949        | 19               | Senior TT 1960          | 4e (1x)                 | |
| Harold Daniell         | Junior TT 1934             | 20               | Senior TT 1950          | 1e (3x)                 | Reed in 1938 de eerste ronde op de Snaefell Mountain Course onder 25 minuten. Deze rondetijd zou 12 jaar blijven staan. |
| Howard R. Davies       | Senior TT 1914             | 15               | Senior TT 1927          | 1e (2x)                 | Won in 1921 de 500cc-klasse (Senior TT) met een 350 cc AJS. In zijn eigen klasse werd hij slechts tweede door een lekke band bij Windy Corner. In de natte Junior TT van 1923 vielen Geoff Davison en Howard Davies allebei stil bij de Bungalow. Ze besloten met de Snaefell Mountain Railway naar Laxey af te dalen. Daar namen ze een rijtuig en zo arriveerden ze in motorkleding met hun helmen in de hand in Douglas. In 1925 won hij de Senior TT en werd hij tweede in de Junior TT met machines die hij zelf gebouwd had: HRD's. |
| Geoff Davison          | Junior TT 1921             | 10               | Lightweight TT van 1927 | 1e (1x)                 | Davison was eigenlijk journalist maar won in 1922 de eerste Lightweight TT. In de natte Junior TT van 1923 vielen Geoff Davison en Howard R. Davies allebei stil bij de Bungalow. Ze besloten met de Snaefell Mountain Railway naar Laxey af te dalen. Daar namen ze een rijtuig en zo arriveerden ze in motorkleding met hun helmen in de hand in Douglas. Hij werd na zijn racecarrière de kroniekschrijver van de Isle of Man TT. Hij interviewde coureurs voor kranten, tijdschriften en voor zijn eigen "T.T. Special". Aan het einde van de jaren twintig trainde een onbekende coureur, Ferodo Vaselini, opmerkelijk goed, maar de man verdween na de trainingen steeds uit het zicht. Het bleek Geoff Davison te zijn die incognito motorfietsen testte voor New Imperial, Scott en Sunbeam. |
| Ernst Degner           | Ultra-Lightweight TT 1958  | 11               | 50 cc TT 1966           | 1e (1x)                 | Degner vluchtte in 1961 uit de Duitse Democratische Republiek naar het Westen met hulp van Suzuki. Tijdens Isle of Man TT van 1960 onderhandelde Degner in het geheim met Jimmy Matsumiya van Suzuki over een deal, waarbij hij kennis van de MZ tweetaktmotoren mee zou nemen naar Japan. Mogelijk werd het eerste contact op een ziekenzaal in Nobles Hospital in Douglas gelegd. Die deelde Degner in 1960 met Suzuki-coureur Mitsuo Itoh. Die was ook vluchtgevaarlijk: hij knipte het gipsverband van zijn been en ontsnapte via een WC-raam uit het ziekenhuis. |
| Jake DeRosier          | Senior TT 1911             | 1                | Senior TT 1911          | DNF (1x)                | Jake DeRosier onderscheidde zich vooral door zijn valpartijen in de trainingen. Hij werd ingewerkt door Jimmy Alexander, maar viel regelmatig en een val bij Hillberry Corner maakte een einde aan de training. Toch wist DeRosier vol snijwonden en blauwe plekken de race te starten. Hij reed zelfs aan de leiding toen hij bij Ramsey weer viel. |
| Max Deubel             | Sidecar TT 1960            | 7                | Sidecar TT 1966         | 1e (3x met Emil Hörner) | Reed in 1960 met bakkenist Emil Hörner de eerste ronde boven 90 mijl per uur in de Sidecar TT. |
| Stanley Dibben         | Sidecar TT 1954            | 4                | Sidecar TT 1957         | DNF (4x)                | In de Isle of Man TT was Dibben niet erg succesvol. Hij viel drie keer samen met Cyril Smith uit in de Sidecar TT en één keer als solocoureur in de Senior TT, maar in 1953 was hij als bakkenist van Eric Oliver wereldkampioen. Stanley Dibben was de schoonzoon van Cyril Smith. |
| Freddie Dixon          | Senior TT 1912             | 17               | Senior TT 1928          | 1e (2x)                 | Freddie Dixon gold als alleskunner waar het motorfietsen betrof. In 1923 werd hij derde in de Senior TT en won de eerste Sidecar TT met een Douglas met een door hem zelf uitgevonden kantelend zijspan. In 1927 werd hij de eerste coureur die zowel in de solo- als de zijspanklasse gewonnen had, want toen werd hij eerste in de Junior TT met een HRD. Later werd hij een succesvol autocoureur. |
| Charlie Dodson         | Ultra-Lightweight TT 1925  | 22               | Senior TT 1934          | 1e (2x)                 | In 1929 reed Dodson het eerste racegemiddelde boven 70 mijl per uur in de Senior TT met een Sunbeam. |
| Bill Doran             | Junior TT 1948             | 8                | Senior TT 1953          | 2e (2x)                 | Nadat Bill Doran tijdens een avondtraining in 1952 gecrasht was werd de bocht tussen Ballig Bridge en Laurel Bank hernoemd in Doran's Bend. |
| Ben Drinkwater         | Lightweight TT 1947        | 5                | Junior TT 1949          | 3e (1x)                 | Tijdens de Junior TT van 1949 probeerde Ben Drinkwater net voorbij Cronk Bane Farm een botsing met een andere deelnemer te vermijden en daardoor raakte hij een talud. Hij viel in de buurt van de 11e mijlpaal en was op slag dood. De S-bocht bij de 11e mijlpaal kreeg daarna zijn naam: "Drinkwater's Bend". |
| Paddy Driver           | Junior TT 1958             | 16               | Senior TT 1965          | 6e (1x)                 | |
| Mike Duff              | Senior TT 1960             | 20               | Senior TT 1967          | 2e (1x)                 | |
| Vlag van Engeland      | Clubmans Senior TT 1949    | 13               | Junior TT 1959          | 1e (6x)                 | Duke reed in 1951 met een Norton Manx de eerste ronde boven 90 mijl per uur in de Junior TT. In 1952 reed hij met een Norton Manx het eerste racegemiddelde boven 90 mijl per uur in de Junior TT. Na de derde ronde van de Senior TT van 1955 ontstond enige tijd grote euforie toen bekend werd dat Geoff Duke met de Gilera 500 4C als eerste de "Ton" (100 mph) over een ronde gereden had. Na de wedstrijd werd het nagerekend en gecorrigeerd naar 99.97 mph. Hoe belangrijk de Ton was bleek toen het publiek hevig protesteerde en er zelfs een maandenlange discussie ontstond over de correctie van de tijd van Duke. Uiteindelijk werd de hele Snaefell Mountain Course nagemeten en toen bleek ze zelfs nog iets korter te zijn dan de officiële 37¾ mijl. Daarmee stond vast dat Geoff Duke de Ton nog niet gehaald had (97,93 mph). Geoff Duke beschreef belangrijke punten van de Snaefell Mountain Course tot in detail en de oliemaatschappij Castrol bracht zelfs een boekje uit waarin zijn rijlijnen uitgetekend stonden. Zijn beschrijvingen ging zo ver dat er teksten kwamen als "tot je schouder bijna de muur raakt" (Creg-ny-Baa), "niet meer dan 30 cm over de wegas" (Kate's Cottage) "hoofd iets opzij bewegen" (Ginger Hall), "niet te vroeg naar de apex sturen" (Cruickshanks Corner), "eerste versnelling, helemaal langs de linker railing" en "liefst een voorwiellanding" (bij Ballaugh Bridge, waar de rijders altijd een sprong maken). In 2003 besloot men dat het tijd werd dat Geoff Duke werd geëerd door een bocht naar hem te noemen. Dat werd een bocht bij de 32e mijlpaal, die sindsdien Duke's heet. |
| Boet van Dulmen        | Junior TT 1981             | 2                | Classic TT 1981         | DNF (2x)                | |
| Vlag van Noord-Ierland | Lightweight 250 cc TT 1976 | 100              | Senior TT 2000          | 1e (26x)                | Veruit de meest beroemde coureur van de Isle of Man TT, die 100 keer startte en 26 keer won. In 1977 won hij zijn eerste race, de Jubilee TT. In 1985 evenaarde hij het eerste record van Mike Hailwood: drie overwinningen in één week. In 1990 won hij zijn 15e race en brak daarmee het record van Mike Hailwood. In 1996 won hij zijn 20e race en in 2000 won hij de 24e, 25e en 26e race. Over de race die in het algemeen alleen gewonnen kan worden door grote risico's te nemen, was Joey Dunlop juist tamelijk voorzichtig. Hij zei over Bray Hill: "mannen die weten wat ze doen gaan hier niet zo hard.", over Sulby Straight: "echt gevaarlijk", over de passage door Kirk Michael: "beangstigend", over de passage door Churchtown: "gevaarlijke verkanting" en over Brandish Corner: "ik ben er bang voor". Hij is veruit de meest geëerde coureur: in 2002 werd de "Joe Dunlop Trophy" ingesteld voor de coureur die de meeste wedstrijden in de raceweek won, verder is er de Joey Dunlop Memorial bij the Bungalow, de 26e mijlpaal werd omgedoopt tot Joey's en in Braddan is de Joey Dunlop Foundation gevestigd. |

## E
| Naam         | Debuut          | Aantal deelnames | Laatste race    | Beste resultaat                                 | Bijzonderheden                                                            |
| ------------ | --------------- | ---------------- | --------------- | ----------------------------------------------- | ------------------------------------------------------------------------- |
| Klaus Enders | Sidecar TT 1966 | 12               | Sidecar TT 1974 | 1e (4x met Ralf Engelhardt en Wolfgang Kalauch) |                                                                           |
| Jon Ekerold  | Classic TT 1976 | 13               | Junior TT 1983  | 2e (2x)                                         |                                                                           |
| Percy Evans  | Junior TT 1911  | 2                | Junior TT 1912  | 1e (1x)                                         | Percy Evans was de eerste coureur die op de Snaefell Mountain Course won. |

## F
| Naam               | Debuut                     | Aantal deelnames | Laatste race              | Beste resultaat               | Bijzonderheden |
| ------------------ | -------------------------- | ---------------- | ------------------------- | ----------------------------- | --- |
| Helmut Fath        | Sidecar TT 1958            | 6                | Sidecar TT 1969           | 1e (1x met Alfred Wohlgemuth) | |
| Willi Faust        | Sidecar TT 1955            | 1                | Sidecar TT 1955           | DNF (1x met Karl Remmert)     | |
| Eric Fernihough    | Lightweight TT 1927        | 1                | Lightweight TT 1927       | 13e (1x)                      | |
| Romolo Ferri       | Lightweight 125 cc TT 1955 | 2                | Ultra-Lightweight TT 1958 | 2e (1x)                       | |
| Jack Findlay       | Junior TT 1959             | 41               | Senior TT 1977            | 1e (1x)                       | |
| Heiner Fleischmann | Junior TT 1936             | 5                | Junior TT 1939            | 3e (1x)                       | |
| Carl Fogarty       | 1986 (klasse onbekend)     | 26               | Senior TT 1992            | 1e (3x)                       | |
| Roland Föll        | Senior TT 1961             | 10               | Senior TT 1964            | 10e (1x)                      | |
| Bob Foster         | Lightweight TT 1935        | 17               | Junior TT 1951            | 1e (2x)                       | |
| Rem Fowler         | Twin Cylinder TT 1907      | 6                | Junior TT 1911            | 1e (1x)                       | Rem Fowler won met een Norton-Peugeot bij de allereerste TT de tweecilinderklasse. Fowler had zó veel pech met lekke banden, kapotte bougies en aandrijfriemen dat hij ermee wilde stoppen, maar hij hoorde van een toeschouwer dat hij meer dan een half uur voorsprong had op Billy Wells (Vindec). Hij was uiteindelijk meer dan 13 minuten langzamer dan de eencilinder Matchless van Charlie Collier, maar 22 minuten sneller dan Wells. |
| Charles Franklin   | Single Cylinder TT 1908    | 7                | Senior TT 1914            | 2e (1x)                       | |
| Ted Frend          | Senior TT 1947             | 11               | Senior TT 1954            | 4e (1x)                       | |
| Freddie Frith      | Junior TT 1936             | 12               | Senior TT 1949            | 1e (4x)                       | Freddie Frith was een van de weinige coureurs die na de onderbreking door de Tweede Wereldoorlog terugkeerde in de races. In 1937 was hij de eerste die een ronde van meer dan 90 mijl per uur in de Senior TT reed. Na de oorlog won hij de Junior TT nog twee keer en hij was in 1949 de eerste wereldkampioen in de 350cc-klasse. |
| Horst Fügner       | Ultra-Lightweight TT 1959  | 2                | Lightweight TT 1959       | 4e (1x)                       | |

## G
| Naam              | Debuut                | Aantal deelnames | Laatste race                  | Beste resultaat      | Bijzonderheden |
| ----------------- | --------------------- | ---------------- | ----------------------------- | -------------------- | --- |
| Karl Gall         | training 1938         | 0                | training 1939                 | -                    | Karl Gall kon nooit deelnemen aan de Isle of Man TT. Bij de Senior TT van 1938 werd hij door BMW ingeschreven. Tijdens de onofficiële trainingen kwam Gall hard ten val en hij werd bewusteloos gevonden in een sloot bij de Gooseneck. Door verwondingen aan zijn hoofd en een gebroken arm kon hij niet aan de Senior TT deelnemen. Op 2 juni 1939, tijdens de avondtrainingen voor de Senior TT crashte Karl Gall in zijn eerste ronde toen hij Freddie Frith probeerde in te halen bij Ballaugh Bridge. Hij werd naar het Ramsey Cottage Hospital gebracht met verschillende hoofdwonden. Op 13 juni overleed hij aan de gevolgen van een longontsteking in het ziekenhuis, hemelsbreed 2,5 km van de Gooseneck. Bij Ballaugh Bridge herinnert een kleine plaquette aan Karl Gall. Ze draagt het opschrift: "Karl Gall, 1903-1939, Seine Freunde". |
| Arthur Geiss      | Lightweight TT 1935   | 3                | Lightweight TT 1936           | 3e (1x)              | |
| Pietro Ghersi     | Lightweight TT 1926   | 6                | Lightweight TT 1931           | diskwalificatie (1x) | In 1926 reed Ghersi in de Lightweight TT de snelste raceronde met een Moto Guzzi Monoalbero 250 en hij werd tweede in die race, maar hij werd gediskwalificeerd omdat hij een niet-gehomologeerde bougie had gemonteerd. Dat leidde bijna tot een diplomatieke rel, omdat de Italiaanse merken toen al de volle steun van Benito Mussolini hadden. Dit werd bekend als "The Guzzi incident". |
| Syd Gleave        | Lightweight TT 1926   | 14               | Lightweight TT 1934           | 1e (1x)              | |
| Oliver Godfrey    | Twin Cylinder TT 1907 | 7                | Senior TT 1914                | 1e (1x)              | Oliver Godfrey won de Senior TT van 1911 met een Indian. Dat was de eerste keer dat een niet-Britse motorfiets op het eiland Man won. |
| Rodney Gould      | Junior TT 1967        | 13               | Junior TT 1972                | 2e (2x)              | |
| Vlag van Engeland | Lightweight TT 1938   | 18               | Junior TT 1953                | 1e (1x)              | In 1949 had Les Graham in de laatste ronde van de Senior TT 1½ minuut voorsprong, maar vanaf Cronk-ny-Mona moest hij duwen waardoor hij slechts 10e werd. In de Junior TT viel hij in dat jaar ook uit terwijl hij aan de leiding reed. Pas in 1953 won hij zijn eerste race, de Ultra-Lightweight TT met een MV Agusta 125 Bialbero, maar de volgende dag verongelukte hij tijdens de Senior TT bij Bray Hill. In zijn nagedachtenis bouwde men Les Graham Memorial Shelter. Les Graham was de vader van Stuart Graham. |
| Stuart Graham     | Junior TT 1964        | 7                | Lightweight 125 cc TT 1967    | 1e (1x)              | Zoon van Leslie Graham. |
| Bosse Granath     | Junior TT 1963        | 11               | Senior TT 1975                | 13e (1x)             | |
| Vlag van Engeland | Junior TT 1970        | 45               | Production 251-750 cc TT 1985 | 1e (7x)              | Mick Grant's eerste overwinning was meteen met de legendarische Triumph Trident "Slippery Sam". Grant was een echte liefhebber van de TT van Man en andere races op Britse stratencircuits, zoals de North West 200, die hij vijf keer won. Toen hij zijn carrière in het wereldkampioenschap wegrace had beëindigd bleef hij nog jaren op Man rijden. Hij brak het absolute ronderecord drie keer en zijn allerlaatste race was tevens zijn laatste overwinning. |
| Jimmy Guthrie     | Junior TT 1923        | 24               | Junior TT 1937                | 1e (6x)              | De Junior TT van 1936 verliep erg controversieel. Guthrie ging vijf ronden lang aan de leiding, maar moest tussen Hillberry Corner en Signpost Corner zijn ketting vervangen. Zijn teamgenoot Freddie Frith nam de leiding over. In de zesde ronde kreeg Guthrie bij Parliament Square in Ramsey de zwarte vlag omdat hij hulp van buitenaf zou hebben gekregen. Guthrie reed gewoon door en eindigde als vijfde. Na de race bestormde het publiek de baan, protesteerde Norton en erkende de Auto-Cycle Union haar fout. Guthrie kreeg het prijzengeld voor de tweede plaats. In de eindstand bleef hij vijfde, waar Norton vrede mee had omdat dat voldoende was voor de constructeursprijs. Jimmy Guthrie verongelukte in 1937 op de Sachsenring, maar in 1939 werd in zijn nagedachtenis bij The Cutting Guthrie's Memorial opgericht. Dit was de plaats waar hij in 1937 tijdens de Senior TT was stilgevallen en waar hij dus zijn laatste meters op de Snaefell Mountain Course had gereden. |

## H
| Naam                                         | Debuut                     | Aantal deelnames | Laatste race               | Beste resultaat                          | Bijzonderheden |
| -------------------------------------------- | -------------------------- | ---------------- | -------------------------- | ---------------------------------------- | --- |
| Werner Haas                                  | Lightweight 125 cc TT 1953 | 4                | Lightweight TT 1954        | 1e (1x)                                  | |
| Vlag van Engeland                            | Ultra-Lightweight TT 1958  | 40               | Senior TT 1978             | 14                                       | Een van de meest succesvolle coureurs op Man. Hailwood werd in 1961 de eerste coureur die drie wedstrijden in één week won en hij reed in de Senior TT de eerste raceronde boven 100 mijl per uur met een eencilinder (Norton Manx). In 1967 haalde hij de meeste overwinningen aller tijden (12). In 1968 moest Hailwood noodgedwongen stoppen omdat Honda dat ook deed maar Hailwood wel aan zijn contract hield. Elf jaar na zijn laatste TT kwam hij in 1978 terug om met een Ducati de Formula One TT te winnen. Ter ere van Hailwood werd het hoogste punt van de Snaefell Mountain Course Hailwood's Height genoemd, de klim ernaartoe heet Hailwood's Rise. Bij de TT Grandstand staat het "Mike Hailwood Centre" en de Mike Hailwood Foundation ondersteunt jonge coureurs. Hailwood werd één keer gediskwalificeerd: toen hij bij Windy Corner benzine moest lenen van een toeschouwer. Hij bracht de organisatie echter zelf op de hoogte en werd dus eigenlijk op eigen verzoek uit de uitslagen geschrapt. |
| Bertus van Hamersveld                        | trainingen 1933            | 1                | Senior TT 1934             | DNF (1x)                                 | Van Hamersveld viel tijdens de trainingen in 1933 waardoor hij niet kon deelnemen. In 1934 startte hij wel, maar in de Mountain Box reed hij tegen een ijzeren hek en viel daardoor uit. |
| Wal Handley                                  | Lightweight TT 1922        | 28               | Junior TT 1934             | 1e (4x)                                  | In 1925 werd Wal Handley de eerste coureur die twee wedstrijden in één week won. Hij reed 9 keer een nieuw ronderecord. In zijn debuutjaar 1922 reed hij al de eerste ronde boven 50 mijl per uur met een 250cc-motorfiets (OK Supreme). In 1930 was hij de eerste coureur die alle drie klassen van de Isle of Man TT gewonnen had. Nadat hij een zware val had meegemaakt bij Ballamenagh werd aanvankelijk een boerderij naar hem genoemd: "Handley's Cottage". Later kreeg de bocht zijn naam: "Handley's Corner". Nadat hij tijdens de Tweede Wereldoorlog was gesneuveld werd ter ere van Handley een bankje in de stad Douglas geplaatst: de "Wal Handley Memorial Seat". |
| Pip Harris                                   | Sidecar TT 1954            | 11               | Sidecar TT 1967            | 2e (2x met Ray Campbell)                 | |
| John Hartle                                  | Junior TT 1955             | 18               | Senior TT 1968             | 1e (2x)                                  | |
| Tommy de la Hay                              | Senior TT 1914             | 6                | Senior TT 1923             | 1e (1x)                                  | |
| John Hempleman                               | Junior TT 1955             | 8                | Lightweight TT 1960        | 4e (1x)                                  | |
| Pat Hennen                                   | Classic TT 1977            | 2                | Senior TT 1978             | DNF (2x)                                 | Tijdens de Senior TT van 1978 werd Pat Hennen de eerste coureur in de geschiedenis die een ronde (ruim 60 kilometer) onder de 20 minuten reed. Toen Hennen bij Bishopscourt enkele meters achter Tom Herron reed viel hij plotseling. Er werd gespeculeerd over de oorzaak: mogelijk was Pat Hennen getroffen door een vogel of had hij de troittoirband geraakt toen hij een tear off van zijn helmvizier trok. Een andere mogelijkheid was een vastloper. Pat Hennen overleefde het ongeluk met ernstige verwondingen aan zijn hoofd. Hij herstelde hiervan, maar moest zijn racecarrière beëindigen. Door zijn resultaten in de eerste GP's werd hij zesde in het 500 cc wereldkampioenschap. |
| Steve Henshaw                                | Formula One TT 1981        | 23               | Production 1300 TT 1989    | 7e (1x)                                  | Steve Henshaw verongelukte tijdens de Production 1300 TT in de tweede ronde bij Quarry Bends. In dezelfde ronde verongelukte Phil Mellor bij Doran's Bend. Als gevolg hiervan werd de Production 1300 TT afgeschaft. |
| Vlag van Spanje (11 okt. 1945- 20 jan. 1977) | Lightweight 250 cc TT 1968 | 3                | Lightweight 250 cc TT 1970 | 3e (1x)                                  | Tijdens de Lightweight 250 cc TT op 8 juni 1970 viel Santiago Herrero bij Braddan en verloor een minuut met het weer rijklaar maken van zijn machine. Herrero was ondanks zijn tijdverlies nog steeds vierde, maar hij klom weer op naar de tweede positie. Bij Cronk Urleigh, kort voor het binnenrijden van Kirk Michael, viel hij echter over gesmolten asfalt. Hij sloeg tegen een boom en moest per helikopter worden overgebracht naar het ziekenhuis. Santiago Herrero overleed twee dagen na zijn val in het ziekenhuis. Zijn merk Ossa stopte onmiddellijk en voorgoed met haar deelname aan wegraces. |
| Tom Herron                                   | Lightweight 250 cc TT 1970 | 28               | Senior TT 1978             | 1e (3x)                                  | |
| Wilhelm Herz                                 | Senior TT 1939             | 1                | Senior TT 1939             | DNF (1x)                                 | |
| Bernard Hieatt                               | Junior TT 1928             | 4                | Senior TT 1929             | 9e (1x)                                  | |
| Freddie Hicks                                | Junior TT 1928             | 6                | Senior TT 1931             | 1e (1x)                                  | Freddie Hicks verongelukte tijdens de Senior TT van 1931 in Union Mills. |
| Fritz Hillebrand                             | Sidecar TT 1954            | 3                | Sidecar TT 1959            | 1e (2x met Manfred Grunwald)             | |
| Harry Hinton                                 | Senior TT 1949             | 5                | Junior TT 1951             | 9e (1x)                                  | |
| Malcolm Hobson                               | Junior TT 1962             | 21               | Sidecar TT 1978            | 1e (2x) met Mick Burns en Stuart Collins | Mac Hobson verongelukte in de eerste manche van de Sidecar TT van 1978 bij Bray Hill. Ook zijn bakkenist Kenny Birch kwam om het leven. |
| Gary Hocking                                 | Junior TT 1959             | 8                | Senior TT 1962             | 1e (2x)                                  | Hocking reed in zijn laatste jaar (1962) met een MV Agusta 500 4C de eerste ronde boven 100 mijl per uur met een staande start. Toen zijn vriend Tom Phillis in dit jaar verongelukte besloot Hocking te stoppen met motorraces. |
| Rupert Hollaus                               | Lightweight TT 1954        | 2                | Ultra-Lightweight TT 1954  | 1e (1x)                                  | |
| Bruno Holzer                                 | Sidecar TT 1978            | 1                | Sidecar TT 1978            | 17e (met Karl Meierhans)                 | |
| Jan Huberts                                  | 50 cc TT 1962              | 1                | 50 cc TT 1962              | 7e (1x)                                  | |
| Percy ("Tim") Hunt                           | Junior TT 1929             | 10               | Senior TT 1933             | 1e (2x)                                  | Tim Hunt was de eerste coureur die twee klassen in één week won. |

## I
| Naam        | Debuut                     | Aantal deelnames | Laatste race               | Beste resultaat | Bijzonderheden                                                                                             |
| ----------- | -------------------------- | ---------------- | -------------------------- | --------------- | --- |
| Fumio Ito   | Lightweight 125 cc TT 1961 | 3                | Lightweight 250 cc TT 1963 | 2e (1x)         | |
| Mitsuo Itoh | Lightweight 125 cc TT 1961 | 7                | 50 cc TT 1966              | 1e (1x)         | |
| Bill Ivy    | 50 cc TT 1962              | 13               | Lightweight 250 cc TT 1968 | 1e (2x)         | Ivy reed in 1968 de eerste ronde boven 100 mijl per uur in de Ultra-Lightweight TT met een Yamaha RA 31 A. |

## J
| Naam            | Debuut                     | Aantal deelnames | Laatste race               | Beste resultaat | Bijzonderheden |
| --------------- | -------------------------- | ---------------- | -------------------------- | --------------- | --- |
| Börje Jansson   | Lightweight 125 cc TT 1970 | 4                | Lightweight 250 cc TT 1971 | 2e (2x)         | |
| Allan Jefferies | Clubmans Senior TT 1947    | 3                | Clubmans Senior TT 1949    | 2e (2x)         | Vader van Tony en Nick, grootvader van David |
| Nick Jefferies  | Production 1000 TT 1975    | 73               | Junior Classic TT 2017     | 1e (9x)         | Zoon van Allan, broer van Tony en oom van David |
| David Jefferies | Junior TT 1996             | 20               | Senior TT 2002             | 1e (1x)         | Kleinzoon van Allan, zoon van Tony en neef (oomzegger) van Nick. David was veruit de snelste telg uit de Jefferies-familie. In zijn derde TT-jaar (1999) won hij al drie races en dat deed hij ook in 2000 en 2002. Daarmee evenaarde hij het record van Joey Dunlop, drie "triples" in een week. Relatief gezien deed hij het ook beter dan "King of the Road" Dunlop. Die won weliswaar 26 keer de TT, maar dat was slechts 26% van zijn starts. Jefferies won 9 keer, maar startte slechts 20 keer en kwam daarmee op 45%. Tony verongelukte door een olieplas bij Crosby op 29 mei 2003 tijdens de trainingen. |
| Tony Jefferies  | Production 750 cc TT 1969  | 18               | Formula 750 TT 1973        | 1e (3x)         | Zoon van Allan, broer van Nick en vader van David. |
| Paddy Johnston  | Lightweight TT 1922        | 32               | Ultra-Lightweight TT 1951  | 1e (1x)         | |

## K
| Naam              | Debuut                     | Aantal deelnames | Laatste race               | Beste resultaat | Bijzonderheden                                                                                       |
| ----------------- | -------------------------- | ---------------- | -------------------------- | --------------- | --- |
| Takazumi Katayama | Lightweight 250 cc TT 1976 | 6                | Senior TT 1978             | 2e (1x)         | |
| Ken Kavanagh      | Junior TT 1951             | 16               | Ultra-Lightweight TT 1960  | 1e (1x)         | |
| Les Kenny         | Junior TT 1974             | 10               | Lightweight 250 cc TT 1976 | 10e (1x)        | Les Kenny verongelukte tijdens de Lightweight 250 cc TT van 1976 bij Union Mills door een vastloper. |
| Alistair King     | Clubmans Senior TT 1953    | 16               | Senior TT 1962             | 1e (2x)         | |
| Ewald Kluge       | Lightweight TT 1937        | 3                | Lightweight TT 1939        | 1e (1x)         | |

## L
| Naam                    | Debuut                     | Aantal deelnames | Laatste race               | Beste resultaat             | Bijzonderheden |
| ----------------------- | -------------------------- | ---------------- | -------------------------- | --------------------------- | --- |
| Harry Charles Lamacraft | Junior TT 1934             | 11               | Junior TT 1939             | 9e (1x)                     | |
| Marie Lambert           | Sidecar TT 1961            | 1                | Sidecar TT 1961            | DNF (1x met Claude Lambert) | Marie Lambert nam in 1961 deel als bakkeniste van haar man Claude. Ze overleed aan haar verwondingen na een crash bij Gob-ny-Geay. Ze was het eerste vrouwelijke slachtoffer van de Snaefell Mountain Course.                                                                         |
| Giuseppe Lattanzi       | Lightweight 125 cc TT 1955 | 1                | Lightweight 125 cc TT 1955 | 3e (1x)                     | |
| Arthur Lavington        | Clubmans Junior TT 1949    | 15               | Junior TT 1968             | 38e (1x)                    | |
| Gianni Leoni            | Ultra-Lightweight TT 1951  | 1                | Ultra-Lightweight TT 1951  | 3e (1x)                     | |
| Johnny Lockett          | Junior TT 1939             | 10               | Senior TT 1951             | 2e (2x)                     | |
| Bill Lomas              | Clubmans Junior TT 1949    | 19               | Sidecar TT 1971            | 1e (2x)                     | Lomas won de Junior TT van 1955 met een Moto Guzzi Monocilindrica 350. Dat was de eerste keer dat die klasse gewonnen werd door een niet-Britse motorfiets. Na een ongeluk in 1957 beëindigde hij zijn carrière, maar in 1968, 1969, 1970 en 1971 nam hij nog deel aan de Sidecar TT. |
| Frank Longman           | Junior TT 1921             | 29               | Lightweight TT 1933        | 1e (1x)                     | Frank Longman verongelukte in 1933 bij Glentramman |
| Enrico Lorenzetti       | Lightweight TT 1949        | 4                | Lightweight 250 cc TT 1953 | 2e (1x)                     | |
| Heinz Luthringshauser   | Sidecar TT 1961            | 21               | Sidecar TT 1976            | 1e (1x) met Hermann Hahn    | |
| Ernie Lyons             | Junior TT 1947             | 5                | Senior TT 1949             | 2e (1x)                     | |

## M
| Naam                | Debuut                     | Aantal deelnames | Laatste race                  | Beste resultaat           | Bijzonderheden |
| ------------------- | -------------------------- | ---------------- | ----------------------------- | ------------------------- | --- |
| Miro Maffeis        | Junior TT 1926             | 1                | Junior TT 1926                | 20e (1x)                  | |
| Stanislav Malina    | Lightweight 125 cc TT 1962 | 3                | Lightweight 250 cc TT 1964    | 4e (1x)                   | |
| Jack Marshall       | Single Cylinder TT 1907    | 4                | 500 Single & 750 Twin TT 1910 | 1e (1x)                   | |
| Gyula Marsovszky    | Senior TT 1961             | 21               | Junior TT 1975                | 6e (1x)                   | |
| Vlag van Italië     | Lightweight 125 cc TT 1955 | 2                | Lightweight 250 cc TT 1955    | DNF (2x)                  | |
| Hugh Mason          | Senior TT 1911             | 6                | Junior TT 1923                | 1e (1x)                   | |
| Cromie McCandless   | Senior TT 1950             | 8                | Senior TT 1952                | 1e (1x)                   | |
| Sam McClements      | Classic TT 1976            | 40               | Senior TT 1989                | 3e (2x)                   | |
| Bob McIntyre        | Clubmans Junior TT 1952    | 21               | Lightweight 250 cc TT 1962    | 1e (3x)                   | Reed in 1957 de eerste ronde boven 100 mijl per uur met een Gilera 500 4C in de Senior TT. Werd na zijn overlijden in 1962 geëerd met de McIntyre Box, een kleine marshal shelter bij Bungalow Bridge. |
| Eric McPherson      | Junior TT 1949             | 4                | Senior TT 1950                | 11e (1x)                  | |
| Schorsch Meier      | Senior TT 1938             | 2                | Senior TT 1939                | 1e (1x)                   | Schorsch Meier won in 1939 de Senior TT met grote overmacht en werd de eerste niet-Brit die deze klasse won. Het team van BMW had eerst overwogen zich voor de wedstrijd terug te trekken na de dood van Karl Gall bij Ballaugh Bridge. |
| Phil Mellor         | Junior TT 1980             | 34               | Production 1300 TT 1989       | 1e (3x)                   | Phil Mellor verongelukte tijdens de Production 1300 TT in de tweede ronde bij Doran's Bend. In dezelfde ronde verongelukte Steve Henshaw bij Quarry Bends. Als gevolg hiervan werd de Production 1300 TT afgeschaft. |
| Ted Mellors         | Senior TT 1928             | 26               | Senior TT 1939                | 1e (1x)                   | |
| Alfredo Milani      | Senior TT 1953             | 1                | Senior TT 1953                | DNF (1x)                  | |
| Gilberto Milani     | Lightweight 250 cc TT 1961 | 10               | Junior TT 1967                | 6e (2x)                   | |
| Sammy Miller        | Lightweight 250 cc TT 1956 | 5                | Lightweight TT 1958           | 4e (2x)                   | In 1957 had Miller enorm veel pech. Hij viel in de laatste ronde van de Lightweight TT in de laatste bocht (Governor's Bridge) terwijl hij aan de leiding lag. Hij duwde zijn Mondial naar de finish, maar werd slechts 5e. In 2008 maakte hij nog een opmerkelijke val mee. Hij was al 75 jaar oud en racete dan ook niet meer. Hij reed een ererondje (Parade Lap) met een oude Ducati, maar ging toch snel genoeg om over het muurtje in de buitenbocht bij Water Works Corner te vliegen. |
| Derek Minter        | Senior TT 1957             | 24               | Lightweight 250 cc TT 1965    | 1e (1x)                   | |
| Walter Moore        | Junior TT 1913             | 3                | Sidecar TT 1925               | 1e (1x met George Tucker) | Moore was niet bekend als coureur, maar als constructeur, o.a. bij Norton, NSU en Douglas. De overwinning scoorde hij als bakkenist. |
| Chas Mortimer       | Production 500 TT 1968     | 51               | Production 100-250 cc TT 1984 | 1e (8x)                   | |
| Ken Mudford         | Junior TT 1951             | 6                | Senior TT 1953                | 7e (1x)                   | |
| Hermann Paul Müller | Ultra-Lightweight TT 1954  | 3                | Lightweight 250 cc TT 1955    | 3e (1x)                   | |

## N
| Naam                   | Debuut                        | Aantal deelnames | Laatste race    | Beste resultaat        | Bijzonderheden |
| ---------------------- | ----------------------------- | ---------------- | --------------- | ---------------------- | --- |
| Billie Nelson          | Sidecar TT 1959               | 7                | Senior TT 1974  | 2e (1x)                | Nelson startte vanaf 1959 in de Sidecar TT als bakkenist van Charlie Freeman. Hun beste resultaat boekten ze met de 3e plaats in 1960. In 1962 ging hij ook als solocoureur rijden, maar hij bleef actief als bakkenist. Soms werd hij als invaller gevraagd door andere zijspancoureurs, zoals Otto Kolle en Georg Auerbacher. Zijn beste resultaat als solocoureur in de TT haalde hij in 1968, toen hij 2e werd in de Production 750 TT, hoewel de 5e plaats in de Junior TT en de 7e plaats in de Senior TT van 1974 hoger aangeschreven werden. |
| John Newbold           | Formula One TT 1981           | 3                | Senior TT 1981  | 3e (1x)                | |
| Ángel Nieto            | 50 cc TT 1968                 | 1                | 50 cc TT 1968   | DNF (1x)               | |
| Wilhelm Noll           | Sidecar TT 1954               | 3                | Sidecar TT 1956 | 3e (1x met Fritz Cron) | |
| Alan North             | 1975 (klasse onbekend)        | 5                | Senior TT 1975  | 53 (1x)                | Alan North startte alleen in het jaar 1975, maar wel in vijf klassen. Zijn 5e plaats haalde hij in de Production TT. |
| James Lansdowne Norton | 500 Single & 750 Twin TT 1909 | 3                | Senior TT 1911  | DNF (3x)               | |

## O
| Naam          | Debuut                 | Aantal deelnames | Laatste race    | Beste resultaat          | Bijzonderheden |
| ------------- | ---------------------- | ---------------- | --------------- | ------------------------ | --- |
| George O'Dell | Sidecar 500 cc TT 1970 | 14               | Sidecar TT 1977 | 1e (1x met Kenny Arthur) | |
| Eric Oliver   | Senior TT 1937         | 14               | Sidecar TT 1958 | 1e (1x met Les Nutt)     | Oliver reed tot 1949 in de soloklassen, maar toen in 1949 het wereldkampioenschap wegrace werd ingesteld stapte hij over naar de zijspanklasse. In 1955 beëindigde hij zijn carrière, maar in 1958 baarde hij opzien door met een standaard Norton Dominator met een eveneens standaard Watsonian zijspan én een vrouwelijke bakkenist (Pat Wise) tiende te worden. In 1960 schreef hij in met bakkenist Stanley Dibben, maar door een zwaar ongeluk in de trainingen brak hij zijn rug. Hij kwam in Nobles Hospital in Douglas terecht op dezelfde kamer als Tommy Robb, Ernst Degner en Mitsuo Itoh. Oliver herstelde volledig, maar hij beëindigde zijn carrière. Stan Dibben deed hetzelfde, nadat hij bij dit ongeluk bijna onthoofd was. |

## P
| Naam              | Debuut                     | Aantal deelnames | Laatste race               | Beste resultaat          | Bijzonderheden |
| ----------------- | -------------------------- | ---------------- | -------------------------- | ------------------------ | --- |
| Alberto Pagani    | Ultra-Lightweight TT 1960  | 19               | Senior TT 1972             | 2e (1x)                  | Zoon van Nello Pagani. |
| Nello Pagani      | Ultra-Lightweight TT 1951  | 1                | Ultra-Lightweight TT 1951  | 4e (1x)                  | Vader van Alberto Pagani |
| Len Parker        | Senior TT 1924             | 9                | Senior TT 1931             | 1e (1x met Ken Horstman) | Len Parker finishte slechts één keer in de TT van Man. Dat was de Sidecar TT van 1925, die hij won. |
| Gilberto Parlotti | Lightweight 125 cc TT 1972 | 1                | Lightweight 125 cc TT 1972 | DNF (1x)                 | Parlotti verongelukte tijdens zijn eerste race op het eiland Man bij de Verandah. Zijn dood was rechtstreeks aanleiding voor de boycot van de topcoureurs in de jaren hierna en tot het verlies van de WK-Status van de TT van Man in 1976 |
| Renzo Pasolini    | Junior TT 1965             | 7                | Junior TT 1970             | 2e (2x)                  | |
| Frank Perris      | Clubmans Senior TT 1951    | 18               | Lightweight 250 cc TT 1971 | 2e (2x)                  | |
| Werner Pfirter    | Lightweight 250 cc TT 1970 | 5                | Lightweight 250 cc TT 1972 | 5e (1x)                  | |
| Tom Phillis       | Junior TT 1958             | 16               | Junior TT 1962             | 2e (1x)                  | Tom Phillis leek in 1962 een goed jaar te hebben. Hij had al drie races met een podiumplaats afgesloten, maar in de Junior TT crashte hij bij Laurel Bank en hij overleed korte tijd later. Zijn as werd uitgestrooid bij de TT Grandstand. |
| Ray Pickrell      | Production 750 TT 1967     | 9                | Production 750 TT 1972     | 1e (4x)                  | |
| Doug Pirie        | Junior TT 1935             | 2                | Lightweight TT 1935        | 4e (1x)                  | Doug Pirie scoorde al jaren goed in de Manx Grand Prix, maar verongelukte bij zijn eerste optreden in de Isle of Man TT bij de 33e mijlpaal. |
| Jock Porter       | Junior TT 1922             | 22               | Lightweight TT 1931        | 1e (2x)                  | Jock Porter racete vooral met zijn eigen producten, New Gerrard-motorfietsen. |
| Dave Potter       | Senior TT 1974             | 1                | Senior TT 1974             | DNF (1x)                 | |
| Vlag van Italië   | Ultra-Lightweight TT 1955  | 12               | Lightweight 250 cc TT 1965 | 1e (4x)                  | In 1959 reed Provini samen met Carlo Ubbiali de eerste ronde boven 80 mijl per uur in de Lightweight TT. In 1966 viel Tarquinio Provini tijdens de ochtendtraining tussen Alpine Cottage en Balla Cobb zo hard dat hij zijn carrière moest beëindigen. Men weet zijn val aan de laagstaande zon, maar 25 jaar later meldde het blad "Classic Bike" dat de versnellingsbak van zijn Benelli was vastgeslagen door een fout van de monteurs. |
| Cyril Pullin      | Junior TT 1913             | 5                | Junior TT 1923             | 1e (1x)                  | |

## R
| Naam                                         | Debuut                     | Aantal deelnames | Laatste race               | Beste resultaat          | Bijzonderheden |
| -------------------------------------------- | -------------------------- | ---------------- | -------------------------- | ------------------------ | --- |
| Vlag van Engeland                            | Lightweight 125 cc TT 1961 | 33               | Senior TT 1982             | 1e (8x)                  | Read won al bij zijn TT-debuut in 1961 de Junior TT, maar hij had al behoorlijk wat ervaring in de Manx Grand Prix op hetzelfde circuit. In 1963 werd hij met de zes jaar oude Scuderia Duke-Gilera 500 4C derde in de Senior TT. Zijn carrière nam een vlucht toen hij in 1964 werd opgenomen in het team van Yamaha. Met fabrieksracers maar later ook met productieracers van dat merk haalde hij nog vijf overwinningen. In 1965 reed hij de eerste ronde boven 100 mijl per uur in de Lightweight TT. Toen de TT na 1973 door de beroepscoureurs geboycot werd bleef Read ook weg, maar in 1977 keerde hij terug om met Suzuki's en Honda's overwinningen te boeken. |
| Vlag van Federatie van Rhodesië en Nyasaland | Junior TT 1958             | 20               | Junior TT 1962             | 1e (6x)                  | Jim Redman was aanvankelijk weinig succesvol op het eiland Man, maar toen hij eenmaal fabrieksrijder voor Honda was kwam het succes. In 1963 won hij de Junior TT en in 1964 en 1965 won hij zowel de Lightweight 250 TT als de Junior TT. In 1966 kwam hij - geblesseerd - naar het eiland om zijn afscheid van de motorsport bekend te maken. |
| Harry Reed                                   | Twin Cylinder TT 1908      | 9                | Sidecar TT 1925            | 1e (1x)                  | |
| Karl Remmert                                 | Sidecar TT 1955            | 1                | Sidecar TT 1955            | DNF (1x met Willi Faust) | bakkenist |
| Ralph Rensen                                 | Senior TT 1955             | 16               | Senior TT 1961             | 3e (1x)                  | Tijdens de Senior TT van 1961 verongelukte Ralph Rensen dodelijk bij de elfde Mijlpaal van de Snaefell Mountain Course. Hij werd postuum zesde in het 350cc wereldkampioenschap en 19e in het 125cc wereldkampioenschap. |
| Tommy Robb                                   | Lightweight TT 1958        | 31               | Junior 250 cc TT 1979      | 1e (1x)                  | Tijdens de trainingen in 1960 brak Tommy Robb zijn nek bij een val bij Windy Corner. In 1973 nam hij afscheid van de TT met inschrijvingen in vijf klassen, waarvan hij de Lightweight 125 cc TT won. In 1979 kwam hij min of meer als 44-jarige amateur terug. |
| Neil Robinson                                | Formula One TT 1986        | 3                | Senior TT 1986             | 11e (1x)                 | Neil Robinson nam voor het eerst deel aan de Isle of Man TT in 1986, het jaar dat hij overleed. Hij moest toen wel op het eiland rijden vanwege de Formula One TT, die meetelde voor het wereldkampioenschap Formule I |
| Bruno Ruffo                                  | Lightweight 250 cc TT 1952 | 1                | Lightweight 250 cc TT 1952 | 6e (1x)                  | Bruno Ruffo werd slechts zesde bij zijn enige race op Man, maar hij reed wel de snelste ronde. In het jaar erna raakte hij bij een onofficiële training op het eiland betrokken bij een verkeersongeval en daarbij raakte hij zo ernstig gewond dat hij zijn carrière als motorcoureur afsloot. Hij reed wel nog tot 1958 als autocoureur voor Alfa Romeo en Maserati. |
| Walter Rusk                                  | Senior TT 1933             | 8                | Junior TT 1939             | 2e (1x)                  | |

## S
| Naam                | Debuut                     | Aantal deelnames | Laatste race               | Beste resultaat                                  | Bijzonderheden |
| ------------------- | -------------------------- | ---------------- | -------------------------- | ------------------------------------------------ | --- |
| Charlie Salt        | Senior TT 1949             | 20               | Senior TT 1957             | 10e (1x)                                         | |
| Cecil Sandford      | Clubmans Junior TT 1948    | 18               | Lightweight TT 1957        | 1e (2x)                                          | |
| Simon Sandys-Winsch | Junior TT 1954             | 2                | Senior TT 1954             | DNF (2x)                                         | Simon Sandys-Winsch verongelukte tijdens de Senior TT van 1954 bij de Highlander in een zeer natte race waarin nog acht andere coureurs ernstig gewond raakten. |
| Fritz Scheidegger   | Sidecar TT 1959            | 7                | Sidecar TT 1966            | 1e (1x) met John Robinson                        | Fritz Scheidegger werd na zijn overwinning in de Sidecar TT van 1966 gediskwalificeerd omdat hij voor de race bij een Esso-benzinepomp had getankt, in plaats van de benzinemerken van de organisatie te gebruiken. Scheidegger had dat voor de race gemeld en was zo teleurgesteld dat hij zijn carrière wilde beëindigen. Tijdens het FIM-congres in het najaar werd hij echter alsnog tot winnaar verklaard. Scheidegger besloot door te gaan met racen, maar verongelukte in maart 1967, nog voor aanvang van het internationale seizoen. |
| Bert Schneider      | Junior TT 1959             | 11               | Lightweight 250 cc TT 1964 | 4e (1x)                                          | |
| Walter Schneider    | Sidecar TT 1954            | 6                | Sidecar TT 1959            | 1e (3x) met Hans Strauß                          | |
| Tom Sheard          | Senior TT 1913             | 11               | Senior TT 1925             | 1e (2x)                                          | De overwinningen van Tom Sheard in de TT van Man kwamen de organisatie niet slecht uit. Als Manxman kende hij het circuit goed, maar het brak ook veel protesten van de lokale bevolking, die het niet fijn vond dat de wegen afgesloten werden. |
| Vlag van Engeland   | Lightweight 125 cc TT 1971 | 2x               | Production 250 TT 1971     | DNF (2x)                                         | |
| Alan Shepherd       | Junior TT 1959             | 16               | Junior TT 1964             | 2e (1x)                                          | |
| Terry Shepherd      | Clubmans Senior TT 1953    | 13               | Senior TT 1960             | 3e (1x)                                          | |
| Jo Siffert          | Junior TT 1958             | 2                | Sidecar TT 1958            | 11e (1x als bakkenist van Fritz Mühlemann)       | |
| Dave Simmonds       | 50 cc TT 1963              | 23               | Lightweight 125 cc TT 1970 | 1e (1x)                                          | |
| Jimmie Simpson      | Senior TT 1922             | 26               | Senior TT 1934             | 1e (1x)                                          | Jimmie Simpson was niet vaak gelukkig in de TT van Man. Tijdens de Senior TT van 1924 reed hij het eerste racegemiddelde van meer dan 60 mijl per uur, maar viel hij uit. Tijdens de Senior TT van 1926 reed hij de eerste ronde boven de 70 mijl per uur, maar viel hij opnieuw uit. Tijdens de Senior TT van 1931 reed hij de eerste ronde boven de 80 mijl per uur, maar werd hij slechts derde. Zijn bijnaam was dan ook "Unlucky Jim".                                                                                                   |
| Paul Smart          | Production 750 TT 1967     | 11               | Senior TT 1974             | 2e (2x)                                          | |
| Barry Smith         | Lightweight TT 1963        | 33               | Senior TT 1982             | 1e (4x)                                          | |
| Cyril Smith         | Sidecar TT 1954            | 6                | Sidecar TT 1959            | DNF (3x met Stanley Dibben en 3x met Eric Bliss) | Cyril Smith haalde op Man nooit de finish, maar in het seizoen 1953 werd hij wereldkampioen in de zijspanrace. Toen reed de zijspanklasse nog niet op Man. |
| František Šťastný   | Lightweight TT 1957        | 13               | Junior TT 1969             | 3e (2x)                                          | |
| Brian Steenson      | Lightweight 250 cc TT 1968 | 7                | Senior TT 1970             | 2e (1x)                                          | Brian Steenson verongelukte tijdens de Senior TT van 1970 in de Mountain Box. |
| Oskar Steinbach     | Junior TT 1935             | 6                | Senior TT 1936             | 5e (1x)                                          | |
| Rolf Steinhausen    | Sidecar TT 1973            | 18               | Sidecar TT 1981            | 1e (2x met Josef Huber, 1x met Wolfgang Kalauch) | |
| Albert John Stevens | Junior TT 1911             | 1                | Junior TT 1911             | 15e (1x)                                         | |
| Inge Stoll          | Sidecar TT 1954            | 2                | Sidecar TT 1957            | 5e (1x met Jacques Drion)                        | Bakkeniste Inge Stoll was de eerste vrouwelijke deelnemer aan de TT van Man. |
| Victor Surridge     | Trainingen 1911            | 0                | Trainingen 1911            | DNS (1x)                                         | Victor Surridge verongelukte tijdens de trainingen in 1911 bij Glen Helen. Hij was het eerste dodelijke slachtoffer van de Snaefell Mountain Course. |
| John Surtees        | Junior TT 1954             | 13               | Senior TT 1960             | 1e (6x)                                          | |
| Giichi Suzuki       | Ultra-Lightweight TT 1959  | 3                | Ultra-Lightweight TT 1960  | 7e (2x)                                          | |
| Beryl Swain         | 50 cc TT 1962              | 1                | 50 cc TT 1962              | 22e (1x)                                         | Beryl Swain was de eerste vrouwelijke deelnemer van de TT van Man. Ze startte met een 50cc-Itom. Na haar race trok de organisatie haar licentie in en het deelnemen van vrouwen werd tot 1978 verboden. |

## T
| Naam                | Debuut                     | Aantal deelnames | Laatste race               | Beste resultaat             | Bijzonderheden |
| ------------------- | -------------------------- | ---------------- | -------------------------- | --------------------------- | --- |
| Kenzo Tada          | Junior TT 1930             | 1                | Junior TT 1930             | 15e (1x)                    | Kenzo Tada was de eerste Aziatische deelnemer aan de TT van Man. |
| Percy Tait          | Clubmans Senior TT 1854    | 17               | Production 500 TT          | 2e (1x)                     | |
| Kunimitsu Takahashi | Lightweight 250 cc TT 1961 | 4                | Lightweight 250 cc TT 1963 | 4e (1x)                     | |
| Teisuke Tanaka      | Ultra-Lightweight TT 1959  | 2                | Ultra-Lightweight TT 1960  | 8e (1x)                     | |
| Naomi Taniguchi     | Ultra-Lightweight TT 1959  | 6                | 50 cc TT 1964              | 5e (1x)                     | Taniguchi scoorde in 1959 het eerste WK-punt voor Japan in de Ultra-Lightweight TT. Hij moest zijn startnummer (8) zelf op de machine schilderen en deze 8 zag er wat hoekig uit. In 2010 reed Guy Martin in de oude Honda-kleuren met dezelfde 8 op zijn stroomlijnkuip. |
| Luigi Taveri        | Lightweight 125 cc TT 1955 | 22               | Lightweight 125 cc TT 1966 | 1e (3x)                     | Luigi Taveri reed in 1962 de eerste ronde boven 90 mijl per uur in de Ultra-Lightweight TT met een Honda RC 145. |
| Jock Taylor         | Sidecar TT 1978            | 10               | Sidecar TT 1982            | 1e (4x met Benga Johansson) | |
| Vlag van Italië     | Lightweight TT 1935        | 5                | Senior TT 1948             | 1e (1x)                     | |
| Ramón Torras        | Lightweight 125 TT 1962    | 1                | Lightweight 125 TT 1962    | DNF (1x)                    | |
| George Tucker       | Senior TT 1922             | 5                | Senior TT 1928             | 1e (1x met Walter Moore)    | George Tucker behaalde zijn enige overwinning in de Sidecar TT van 1924 |
| Keith Turner        | Senior TT 1967             | 6                | Lightweight 250 TT         | 7e (1x)                     | |
| Edwin Twemlow       | Junior TT 1924             | 15               | Senior TT 1930             | 1e (2x)                     | |
| Kenneth Twemlow     | Junior TT 1924             | 14               | Senior TT 1930             | 1e (1x)                     | |
| Henry Tyrell-Smith  | Senior TT 1927             | 25               | Junior TT 1939             | 1e (1x)                     | Henry Tyrell-Smith crashte in 1929 bij Glen Helen, werd opgelapt in het Glen Helen Hotel en eindigde in de Senior TT als 3e. Hij had een beenwond en drie gebroken ribben. Toch had hij gemakkelijk gediskwalificeerd kunnen worden. In het hotel had men niet veel meer gedaan dan zijn leren racepak hersteld, maar toen hij buiten kwam, nog duizelig van de gebeurtenissen, zag hij dat een official zijn motorfiets vasthield, met draaiende motor. Tyrell-Smith hoefde niet meer te doen dan opstappen en wegrijden, maar dit was een duidelijk geval van "hulp van buitenaf" en dus verboden. Hij was in 1930 samen met Graham Walker en D. Hull bij de eerste coureurs die in de Junior TT meer dan 70 mijl per uur gemiddeld reden. |

## U
| Naam          | Debuut                    | Aantal deelnames | Laatste race              | Beste resultaat | Bijzonderheden                                                                                               |
| ------------- | ------------------------- | ---------------- | ------------------------- | --------------- | --- |
| Carlo Ubbiali | Ultra-Lightweight TT 1951 | 15               | Ultra-Lightweight TT 1960 | 1e (5x)         | In 1959 reed Ubbiali samen met Tarquinio Provini de eerste ronde boven 80 mijl per uur in de Lightweight TT. |

## V
| Naam          | Debuut                | Aantal deelnames | Laatste race   | Beste resultaat | Bijzonderheden |
| ------------- | --------------------- | ---------------- | -------------- | --------------- | --- |
| Bert le Vack  | Senior TT 1914        | 7                | Junior TT 1923 | 2e (1x)         | |
| Achille Varzi | Junior TT 1924        | 7                | Junior TT 1930 | 5e (1x)         | |
| Rob Vine      | Senior 500 cc TT 1982 | 18               | Senior TT 1985 | 6e (1x)         | Rob Vine verongelukte op 7 juni 1985 bij Black Dub, maar zijn familie richtte het Rob Vine Fund op. Dat fonds zorgde o.a. voor medische apparatuur en trainingen voor medisch personeel tijdens de Isle of Man TT en de Manx Grand Prix. |

## W
| Naam                 | Debuut                       | Aantal deelnames | Laatste race                  | Beste resultaat          | Bijzonderheden |
| -------------------- | ---------------------------- | ---------------- | ----------------------------- | ------------------------ | --- |
| Frank Walker         | Senior TT 1914               | 2                | Junior TT 1914                | 3e (1x)                  | Toen Frank Walker in de Junior TT naar de finish reed werd zijn uitzicht belemmerd door toeschouwers die op de weg stonden om de coureurs te zien finishen. Walker reed op volle snelheid langs de jury over St Ninian's Crossroads en botste tegen een houten afzetting op Ballaquayle Road. Hij overleed in het ziekenhuis. Later op de dag werd hij door de Auto-Cycle Union postuum als derde finisher van de Junior TT verklaard. |
| Graham Walker        | Senior TT 1920               | 24               | Lightweight TT 1934           | 1e (1x)                  | Graham Walker reed in 1920 een schaap aan net voorbij Bungalow Bridge. Hij hield er naar eigen zeggen een blauw oog en een levenslange hekel aan schapenvlees aan over. Hij reed in 1925 met een Sunbeam in de Sidecar TT. Bij Creg Willey's Hill trapte een onvoorzichtige toeschouwer op de heuvel een groot rotsblok los, dat voor de wielen van Walker terechtkwam. De combinatie vloog over de kop en de race van Walker was ten einde. Walker was een van de coureurs die een groot aantal markante punten van de Snaefell Mountain Course beschreven, waar beginnelingen op het circuit veel van konden leren. Was in 1930 samen met Henry Tyrell-Smith en D. Hull bij de eerste coureurs die in de Junior TT meer dan 70 mijl per uur gemiddeld reden. |
| Bill Webster         | Lightweight TT 1947          | 20               | Ultra-Lightweight TT 1958     | 5e (1x)                  | |
| Billy Wells          | Twin Cylinder TT 1907        | 3                | 500 Single & 750 Twin TT 1909 | 2e (1x)                  | |
| Jock West            | Junior TT 1933               | 12               | Senior TT 1948                | 2e (1x)                  | |
| Arthur Wheeler       | Clubmans Lightweight TT 1947 | 41               | Lightweight 250 cc TT 1962    | 4e (3x)                  | |
| John "Crasher" White | Junior TT1935                | 11               | Senior TT 1939                | 2e (2x)                  | |
| David Whitworth      | Lightweight TT 1937          | 10               | Senior TT 1950                | 2e (1x)                  | |
| Cyril Williams       | Junior TT 1913               | 3                | Junior TT 1920                | 1e (1x)                  | |
| Eric Williams        | Junior TT 1914               | 3                | Junior TT 1921                | 1e (2x)                  | |
| Pat Wise             | Sidecar TT 1958              | 1                | Sidecar TT 1958               | 10e (1x met Eric Oliver) | Bakkeniste |
| Tommy Wood           | Senior TT 1947               | 12               | Lightweight 250 cc TT 1953    | 1e (1x)                  | |
| Stanley Woods        | Junior TT 1922               | 37               | Junior TT 1939                | 1e (10 x)                | Stanley Woods was toffeemaker en hij bracht altijd toffees mee voor de scouts die tijdens de TT van Man het scorebord bijhielden. Stanley Woods besefte al vroeg in de jaren dertig dat de pitsignalen die hij bij de TT Grandstand kreeg een ronde (60 kilometer) oud waren. Hij zette een teamlid in de openbare telefooncel in Sulby, een teamlid bij een vriendelijke burger langs Glencrutchery Road en hij drukte de telefonistes (rechtstreeks kiezen kon toen nog niet) op het hart deze telefoontjes met voorrang door te verbinden. Zo kreeg hij twee keer zo veel informatie over zijn positie in de race en zijn tegenstanders, die hij door de interval-start niet kon zien rijden. Het had nog een ander voordeel: als zijn (Norton)-teamleider Joe Craig liever een andere coureur liet winnen, liet hij dat niet aan Woods zien, maar via de telefoon bereikte die informatie hem wel. Reed in 1931 de eerste ronde boven 80 mijl per uur in de Senior TT en werd de eerste coureur met zes overwinningen in de TT van Man. |
| Siegfried Wünsche    | Lightweight TT 1937          | 6                | Junior TT 1953                | 3e (1x)                  | |

## Z
| Naam          | Debuut         | Aantal deelnames | Laatste race   | Beste resultaat | Bijzonderheden |
| ------------- | -------------- | ---------------- | -------------- | --------------- | -------------- |
| Walter Zeller | Senior TT 1953 | 3                | Senior TT 1957 | 4e (1x)         |                |